# 奥平邦彦
奥平 邦彦（おくだいら くにひこ、1971年11月15日 - ）は、日本のフリーアナウンサー。元鹿児島テレビ放送 (KTS) のアナウンサー。第154代奄美大島観光大使。口禍門株式会社代表取締役。所属事務所はノット・コミュニケーションズ。

## 来歴
京都府京都市生まれ。幼稚園から中学1年までの間は広島県尾道市に住んでいた。
東京都立小川高等学校、青山学院大学経営学部経営学科卒業。
1993年4月、広告代理店ジェイ・ウォルター・トンプソン・ジャパンに入社。社会人枠で東京アナウンスセミナーに通っていた。
その後、2004年2月に鹿児島テレビに入社。番組制作局アナウンス部所属のアナウンサーになり、報道番組のキャスターやスポーツ番組での実況などを担当した。
2008年3月に鹿児島テレビを退社し、同月から東京でフリーアナウンサーとして活動している。

## 人物

### 免許・資格
- 英語検定準1級、仏語検定4級[4]
- ワインエキスパート[1]、日本酒ナビゲーター
- 世界遺産検定2級、防災士[1][6]
- ファイナンシャル・プランナー[1]、宅地建物取引士[4]

### 家族
- 妻と子供がいる。
- アメリカンショートヘアの猫1匹[7][8]、イタリアン・グレイハウンドの犬2匹[9]と暮らしている。

## エピソード
- 転勤族である[1]。
- 学生時代にはバレーボール部で活動[1]。社会人になってからもバレーボール関連のイベントに参加することがある[3][10]。
- 高校生の頃、ホテルラポール千寿閣に隣接する町田ボウリングセンター（閉館）へよく遊びに行っていた[11]。
- 全国各地に取材をする仕事をしており、公式TwitterやInstagramには様々な場所の風景や食べ物の写真を載せている[1]。プライベートでも外出した時の様子を公開している。

## 出演

### テレビ番組

#### 鹿児島テレビ在籍時
- KTSスーパーニュース（2004年 - 2008年） - スポーツコーナー担当
- 県政まめ事典 - 2005年度から放送されていた鹿児島県政広報番組で、奥平は父親役で出演。奥平が退社してからも番組は続けられていた。
- スーパーニュースイマジン（2006年度） - 旅コーナー「いまじん君の旅」担当
- ぱじゃま倶楽部（2007年4月 - 12月）

#### フリー転向後
- みのもんたの朝ズバッ! → 朝ズバッ!（2008年3月31日 - 2014年3月28日、TBS） - 取材キャスター
- あさチャン!（2014年3月31日 - 2014年9月26日、TBS） - 取材キャスター
- いっぷく!（TBS） - 取材キャスター
- ゴゴスマ -GO GO!Smile!-（2015年10月 - 、CBCテレビ） - リポーター。稀に直前枠で放送の『ひるおび』（TBS）でも、人員応援の形で中継リポートをする場合あり。

### テレビドラマ
- ドラマW「震える牛」（2013年6月 - 7月、WOWOW） - ニュースキャスター 役

### CM
- カーセブン（2011年） - リポーター 役

## 書籍
- 通になる「屋久島」ガイド（2016年6月、EaBooks）ASIN B01GJ90PSC
- こじらせ男子の世界遠足〜取材キャスターの旅のコツ〜（2017年8月、EaBooks）ASIN B07538DN6M
- こじらせ男子の世界遠足2（2021年12月、EaBooks）ASIN B09PFY2PRB